# Мушук Руна
Футбольний клуб «Мушук Руна» (ісп. Mushuc Runa Sporting Club) — професійний еквадорський футбольний клуб з міста Амбато. Клуб заснований 2 січня 2003 року. «Мушук Руна» позиціонує себе як клуб корінного населення Еквадору, а його назва з мови кечуа перекладається як «Нова людина». Протягом перших кількох років існування клубу він комплектувався виключно власними вихованцями.